# 马代拉河

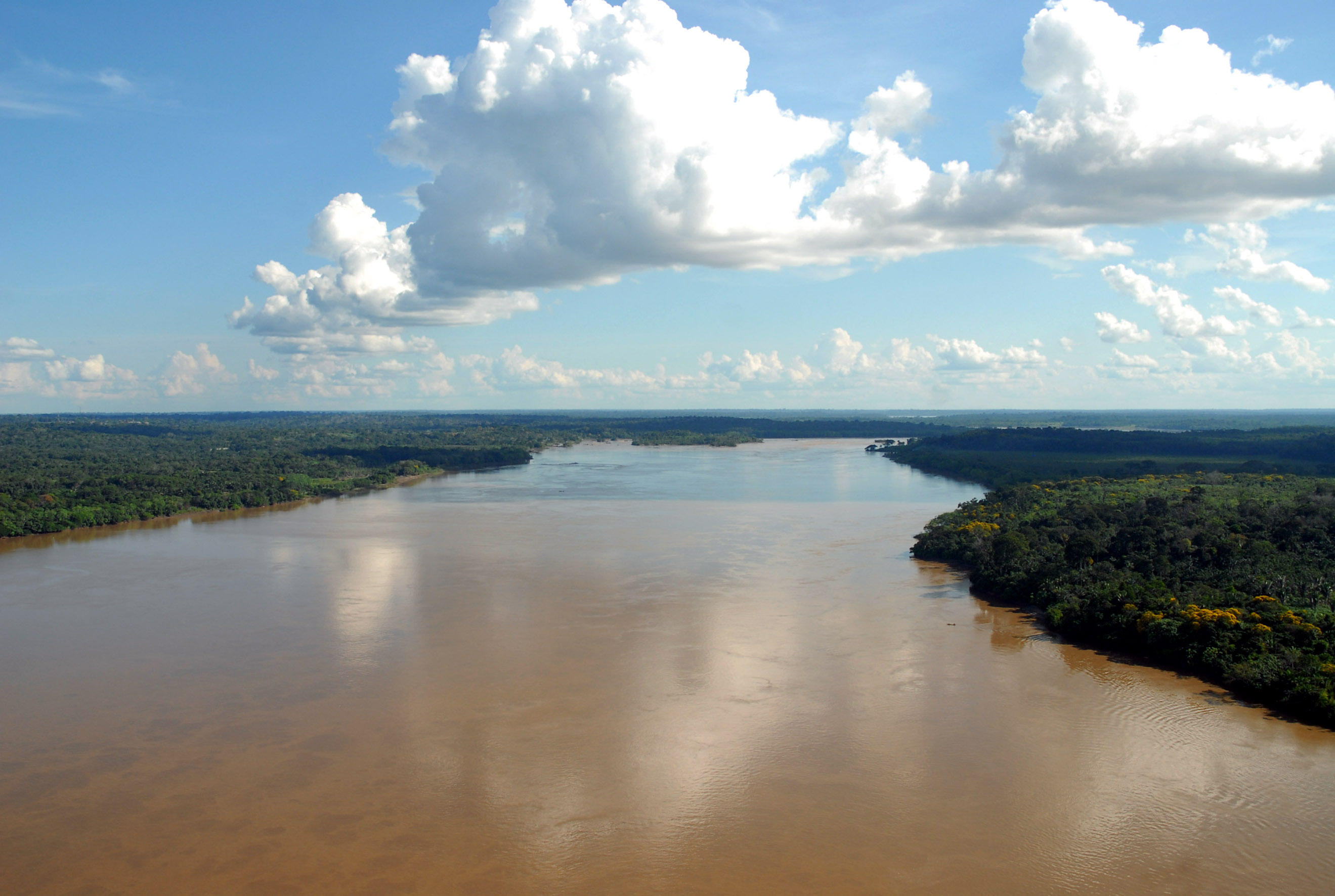
马代拉河

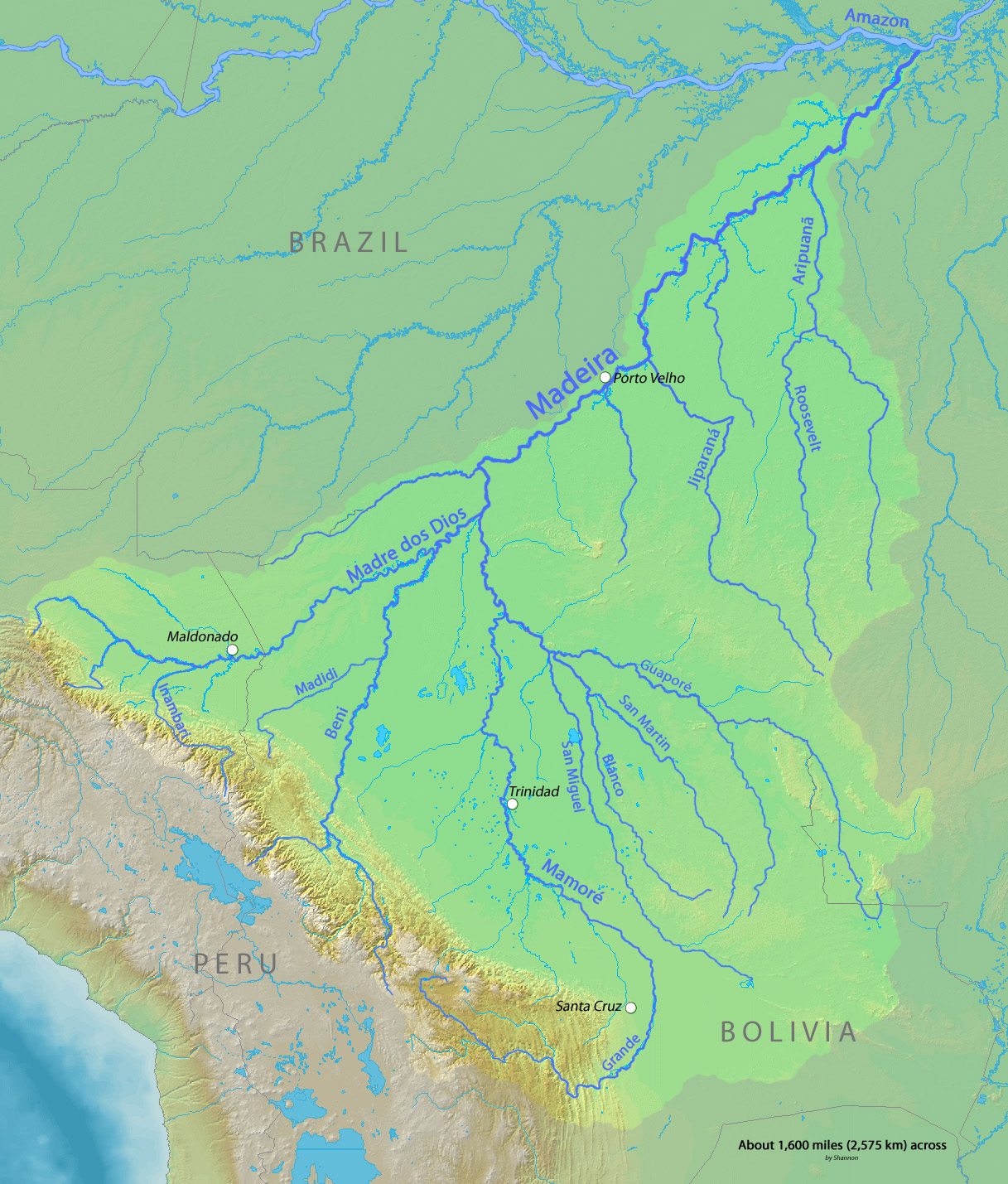
马代拉河流域地圖

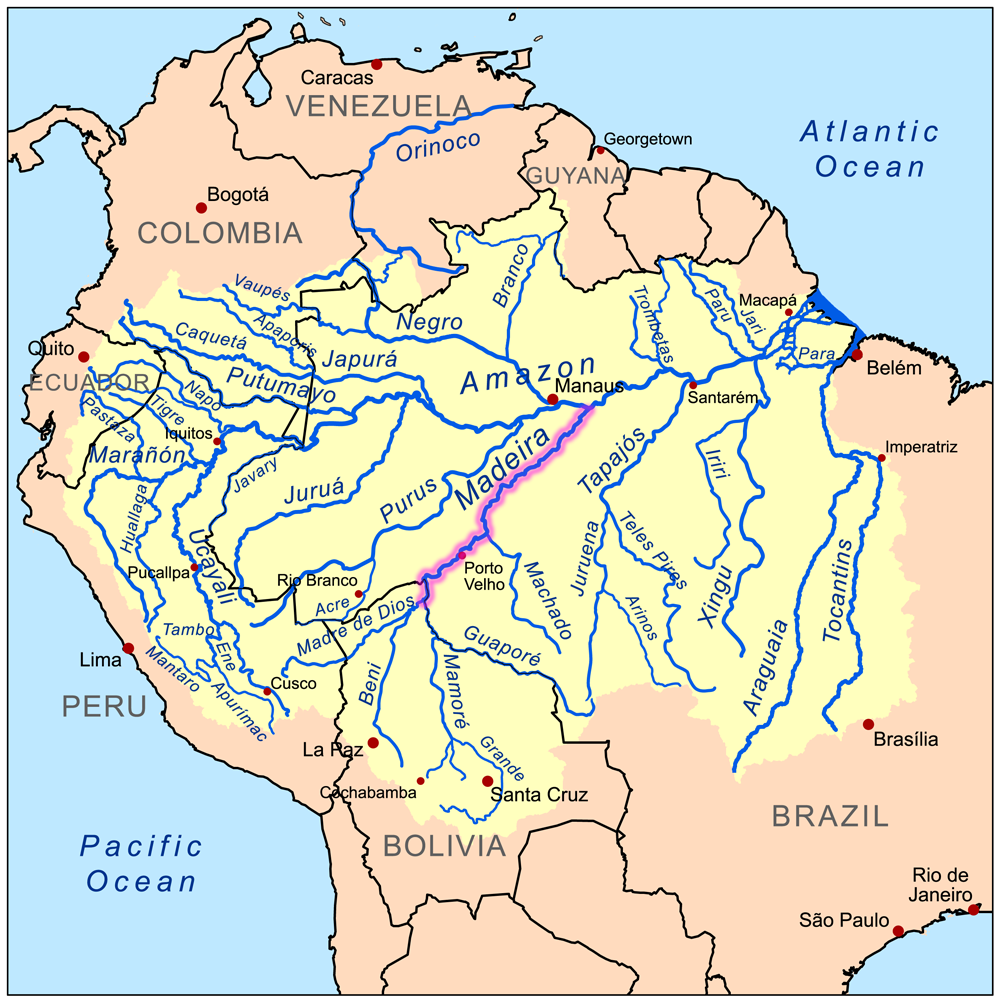
亞馬遜河流域地圖，紫色為马代拉河

马代拉河（葡萄牙語：Rio Madeira）是南美洲的河流，河道全長約3,350公里，是亞馬遜河右岸最長的支流:1284-1285。
2007年7月，巴西政府批准興建兩座用作水力發電的水壩，遭環境人士以破壞生態環境為由反對。

## 扩展阅读
- 亚马逊和马德拉河: 通过浏览器笔记本绘制的草图与描述 （页面存档备份，存于）